# (2637) Bobrovnikoff
(2637) Bobrovnikoff est un astéroïde de la ceinture principale découvert le 22 septembre 1919 par l'astronome allemand Karl Wilhelm Reinmuth. Le lieu de découverte est Heidelberg (024). Sa désignation provisoire était A919 SB.
Sa distance minimale d'intersection de l'orbite terrestre est de 0,715716 ua.